# Asterix alle Olimpiadi (film)
Asterix alle Olimpiadi (Astérix aux Jeux Olympiques) è un film del 2008 diretto da Frédéric Forestier e Thomas Langmann.
Il film, prodotto in occasione dell'Olimpiade di Pechino, è il terzo di quattro ispirati ai fumetti di René Goscinny e Albert Uderzo, preceduto da Asterix & Obelix contro Cesare, Asterix & Obelix - Missione Cleopatra e sarà seguito da Asterix & Obelix al servizio di Sua Maestà. È uscito in Italia l'8 febbraio 2008 ed è stato girato quasi del tutto in Spagna, nonostante la maggior parte delle scene sia ambientata in Grecia.
Malgrado la qualità del film sia stata giudicata dalla critica decisamente inferiore agli standard, il cast è stato il più curato dei primi due film: oltre a vantare interpretazioni del calibro dei due premi César Gérard Depardieu (Obelix) e Alain Delon (Giulio Cesare) -qui alla sua ultima interpretazione-, infatti, il film è pieno di citazioni ed omaggi a sportivi famosi come Michael Schumacher, Jean Todt, Amélie Mauresmo, Zinédine Zidane e Tony Parker.

## Trama
50 a.C. Il giovane gallo Alafolix, membro del villaggio di Asterix, è perdutamente innamorato della bellissima principessa greca Irina, ricambiato, alla quale scrive romanticissime poesie d'amore dettate però dal cuore sensibile di Obelix (che gioca un ruolo ispirato al celebre Cyrano de Bergerac). Un giorno, il gallo decide di partire dal suo villaggio e di raggiungerla per poter chiedere personalmente la sua mano. Irina, però, è già stata promessa in sposa da suo padre al buzzurro e fanfarone figlio adottivo di Giulio Cesare, Bruto, che raggiunge anche lui la principessa al palazzo. Alafolix (che si era travestito da servo per entrare in incognito), sfida Bruto e gli lancia il guanto di sfida: chi vincerà le olimpiadi che si svolgeranno di lì a poco ad Olimpia avrà come premio la mano della principessa.
Quest'ultima, per poter respingere il suo fastidioso pretendente romano, sostiene Alafolix nella sua idea e convince il padre ad acconsentire. Questi si fa accompagnare in Grecia da Asterix, Obelix e Panoramix, che aiuteranno la Gallia a superare le altre nazioni (Germania, Hispania, Grecia, Egitto e Roma) nella lotta per il podio.
Intanto, si scopre che Bruto, oltre a volere Irina come sua futura sposa, ha anche un altro obiettivo: uccidere il padre per poter diventare imperatore al suo posto. Porta in Grecia, quindi, molti suoi scagnozzi, tra cui Saccapelus e Cornodurus, che lo dovranno aiutare a realizzare entrambi i desideri.
Durante le gare iniziano le scorrettezze da parte di Bruto, che, conscio delle sue limitatissime capacità fisiche, fa uso di una strana mistura per aumentare la sua prestanza, che viene però resa inutile dalla sua goffaggine. Nel frattempo, però, anche per i galli le cose non si mettono bene: inizialmente Asterix e Obelix sfruttano la pozione magica per vincere le gare di lancio del disco e del peso, ma vengono smascherati e squalificati tramite un controllo anti-doping con dei coleotteri. Nelle gare di lotta, Roma prevale su tutti. Bruto fa infatti affidamento a Mostrolindus, un atleta gigantesco e muscoloso, che vince su tutti gli avversari. Anche i galli vengono sconfitti, con Alafolix che viene steso da un urlo dell'avversario senza combattere. Bruto, però, non riesce allo stesso tempo ad uccidere il padre, pur ricorrendo ad ogni mezzo possibile: olive avvelenate, sali che sciolgono un corpo in acqua o specchi che sparano freccette avvelenate. Il romano decide, inoltre, di corrompere i giudici di gara affinché ignorino le sue future scorrettezze, vincendo così la gara di salto in lungo usando un'asta e tagliando il percorso nella gara di staffetta. Quando tutto sembra ormai finito, Asterix ferisce Cesare nell'orgoglio, facendogli capire che le vittorie di Roma sono solo imbrogli, convincendo l'imperatore ad azzerare tutto quello vinto finora ed a decretare il vincitore delle olimpiadi nell'ultima gara della corsa con i carri. Bruto ha ormai capito le potenzialità della prodigiosa pozione di Panoramix e decide di usarla a suo beneficio nella gara decisiva.
Fatto rapire il druido, Bruto lo obbliga a preparare la pozione magica per lui. Grazie ad essa, Bruto compie delle mosse acrobatiche per sabotare i carri degli avversari o per farli cadere direttamente dal mezzo. Durante la gara, inoltre, Alafolix perde una delle due ruote, ma Asterix riesce a farlo salire su un carro vuoto e a fargli proseguire la gara. Con Bruto che elimina un avversario dopo l'altro, Alafolix risale in classifica e supera lo stesso Bruto all'ultimo giro di pista. Il romano, allora, fa bere la pozione magica ai suoi cavalli, che lo fanno vincere, con Alafolix che si classifica solo secondo. Asterix accusa Bruto di aver imbrogliato, ma i coleotteri per il test del doping erano stati precedentemente mangiati dai tre giudici, sotto le minacce di Bruto. Nella pozione, però, era stato inserito un colorante da Panoramix, e Asterix riesce a far sì che Bruto mostri la lingua in pubblico davanti al giudice supremo, lo stesso Cesare, in modo che tutti possano vedere come la pozione magica gliela ha colorata di blu. Roma viene dunque squalificata, ed Alafolix vince la gara e la mano della sua amata. Bruto, oltre a perdere, fallisce anche nel tentativo di assassinare Cesare, con i suoi soldati che all'ultimo momento gli si rivoltano contro. Vengono così organizzati dei festeggiamenti in onore dei due sposi, mentre Cesare costringe il figliastro ai lavori forzati su una sua galea.

## Incassi
Costato 113 milioni d'euro, ebbe un buon successo in Francia, incassandone 23 milioni, mentre in Italia non ebbe lo stesso successo, incassandone solamente 3 milioni. Gli incassi totali superarono i 132 milioni di euro.

## La saga cinematografica di Asterix e Obelix
- Asterix & Obelix contro Cesare (1999)
- Asterix & Obelix - Missione Cleopatra (2002)
- Asterix & Obelix al servizio di Sua Maestà (2012)
- Asterix & Obelix - Il regno di mezzo (2023)